# Lijst van voetbalinterlands Azerbeidzjan - Estland
Deze lijst van voetbalinterlands is een overzicht van alle officiële voetbalwedstrijden tussen de nationale teams van Azerbeidzjan en Estland. De landen hebben tot op heden twaalf keer tegen elkaar gespeeld. De eerste ontmoeting was een vriendschappelijke wedstrijd in Larnaca (Cyprus) op 16 februari 1996. Het laatste duel, een groepswedstrijd tijdens de UEFA Nations League 2024/25, vond plaats op 16 november 2024 in Qəbələ.

## Wedstrijden
| №  | Plaats     | Datum            | Competitie                  | Wedstrijd              | Uitslag |
| -- | ---------- | ---------------- | --------------------------- | ---------------------- | ------- |
| 1  | Larnaca    | 16 februari 1996 | Vriendschappelijk           | Estland − Azerbeidzjan | 0 − 0   |
| 2  | Larnaca    | 1 maart 1997     | Vriendschappelijk           | Estland − Azerbeidzjan | 2 − 0   |
| 3  | Viljandi   | 4 juni 1997      | Vriendschappelijk           | Estland − Azerbeidzjan | 1 − 0   |
| 4  | Viljandi   | 16 mei 1998      | Vriendschappelijk           | Estland − Azerbeidzjan | 0 − 0   |
| 5  | Gəncə      | 28 november 1998 | Vriendschappelijk           | Azerbeidzjan − Estland | 2 − 1   |
| 6  | Larnaca    | 6 maart 1999     | Vriendschappelijk           | Estland − Azerbeidzjan | 2 − 2   |
| 7  | Kuressaare | 3 juli 2002      | Vriendschappelijk           | Estland − Azerbeidzjan | 0 − 0   |
| 8  | Tallinn    | 15 november 2013 | Vriendschappelijk           | Estland − Azerbeidzjan | 2 − 1   |
| 9  | Bakoe      | 17 juni 2023     | EK 2024 kwalificatie        | Azerbeidzjan – Estland | 1 – 1   |
| 10 | Tallinn    | 13 oktober 2023  | EK 2024 kwalificatie        | Estland − Azerbeidzjan | 0 − 2   |
| 11 | Tallinn    | 11 oktober 2024  | UEFA Nations League 2024/25 | Estland − Azerbeidzjan | 3 − 1   |
| 12 | Qəbələ     | 16 november 2024 | UEFA Nations League 2024/25 | Azerbeidzjan − Estland | 0 − 0   |

## Samenvatting
| Competitie          | Totaal gespeeld | Winst Azerbeidzjan | Gelijk | Winst Estland | Doelsaldo Azerbeidzjan – Estland |
| ------------------- | --------------- | ------------------ | ------ | ------------- | -------------------------------- |
| EK-kwalificatie     | 2               | 1                  | 1      | 0             | 3 − 1                            |
| UEFA Nations League | 2               | 0                  | 1      | 1             | 1 − 3                            |
| Vriendschappelijk   | 8               | 1                  | 4      | 3             | 5 − 8                            |
| Totaal              | 12              | 2                  | 6      | 4             | 9 − 12                           |

Wedstrijden bepaald door strafschoppen worden, in lijn met de FIFA, als een gelijkspel gerekend.

## Details

### Achtste ontmoeting
| Vriendschappelijk (Tallinn, Estland, 15 november 2013):         |       |                 |
| Estland                                                         | 2 – 1 | Azerbeidzjan    |
| Sergei Zenjov 54' Joel Lindpere 66'                             | goals | 44' Rauf Əliyev |
| - Debuut van Artjom Artjunin (FC Levadia Tallinn) voor Estland. |       |                 |